# Chen Weixing
Chen Weixing (chiń. 陈卫星; ur. 27 kwietnia 1972 w Inner) – austriacki tenisista stołowy pochodzenia chińskiego. Członek kadry narodowej i olimpijskiej Austrii mężczyzn w tenisie stołowym. Zawodnik austriackiego klubu tenisa stołowego SVS Niederössterich (klub bierze udział w rozgrywkach Ligi Mistrzów i jest sponsorowany przez niemiecką firmę tenisa stołowego Donic) Jest sponsorowany przez niemiecką firmę tenisa stołowego firmę Joola W światowym rankingu ITTF najwyżej uplasował się na 9. miejscu (marzec 2006). Obecnie jeden z najlepszych tenisistów w Austrii.
- Miejsce w światowym rankingu ITTF: 244 (stan na wrzesień 2018)[1]
- Styl gry: praworęczna, nowoczesna defensywa

## Sprzęt[2]
- Deska: Chen Weixing (DEF)
- Okładziny:

- Forhend: Yola topspin C(grubość podkładu: Max.)
- Backhand: Joola Octopus (grubość podkładu: 1.1mm)

## Osiągnięcia
- Brązowy medalista Mistrzostw Europy w turnieju drużynowym z reprezentacją Austrii w 2008
- Zwycięzca Ligi Mistrzów z klubem SVS Niederossterich w 2008
- Srebrny medalista Mistrzostw Europy w turnieju drużynowym z reprezentacją Austrii w 2005
- Srebrny medalista Mistrzostw Europy w grze mieszanej w 2005
- Brązowy medalista Mistrzostw Europy w grze mieszanej w 2002
- Zdobywca Pucharu Europy z klubem TTG RS Hoengen w 2000